# 杜爾孫貝伊
杜爾孫貝伊是土耳其的城鎮，由巴勒克埃西爾省負責管轄，位於該國西北部，距離首府巴勒克埃西爾80公里，面積1,952平方公里，2010年人口16,925。

## 外部連結
- District governor's official website （土耳其文）
- Map of Dursunbey and the vicinity